# Scopesis depressa
Scopesis depressa är en stekelart som först beskrevs av Thomson 1894.  Scopesis depressa ingår i släktet Scopesis och familjen brokparasitsteklar. Arten är reproducerande i Sverige. Inga underarter finns listade i Catalogue of Life.